# Nurman Avia
Nurman Avia era una compagnia aerea con sede a Giacarta, Indonesia. Trasportava passeggeri e cargo charter dall'aeroporto internazionale di Soekarno-Hatta, Giacarta.

## Storia
La compagnia aerea è stata fondata nel 1997 come società consociata dell'HeavyLift Indonesia, operando voli charter per conto della Bouraq Indonesia Airlines e della Sempati Air. Nel 2007, la compagnia aerea fu chiusa.

## Flotta
- 2 Fokker F28 Mk4000